# アドリアス (駆逐艦)
|            | |
| アドリアス | |
| 艦歴       | |
| 発注:      | |
| 起工:      | 1941年5月1日 |
| 進水:      | 1942年2月3日 |
| 就役:      | 1942年7月20日 |
| 退役:      | 1945年 |
| その後:    | |
| 除籍:      | |
| 性能諸元   | |
| 排水量:    | 基準：1,030トン、常備：1,630トン |
| 全長:      | 85.3m |
| 全幅:      | 9.6m |
| 吃水:      | 2.3m |
| 機関:      | 海軍式重油専焼三胴缶2基＋パーソンズ式ギヤード･タービン2基2軸推進、19,000hp                                                                              |
| 最大速:    | 27ノット |
| 航続距離:  | 20ノットで2,400海里 |
| 兵員:      | 168名 |
| 兵装:      | 10.2cm（45口径）連装砲2基、 40mm(39口径)四連装砲Pompom砲1基、 20mm単装機銃3基、 53.3cm水上魚雷発射管連装1基、 爆雷110個搭載(爆雷投下機4基、投下軌条4本) |

アドリアス (Αδρίας, L67) は、ギリシャ海軍の駆逐艦。イギリスのスワン・ハンター社造船所で建造中であった「ハント級駆逐艦」第3グループの「ボーダー(Border)」を貸与されたもの。1942年8月に竣工しギリシャ海軍に引き渡され、イギリスからギリシャまで船団護衛の任務を経て地中海での任務についた。同年10月22日に、ドイツ海軍の敷設した機雷に触れて艦首を吹き飛ばされる大破状態に陥るも、乗員による応急処置が成功してトルコの港に沈没せずに曳航され辿り着く。しかし、損傷が重かったためにイギリスに返還後、1945年に解体処分された。

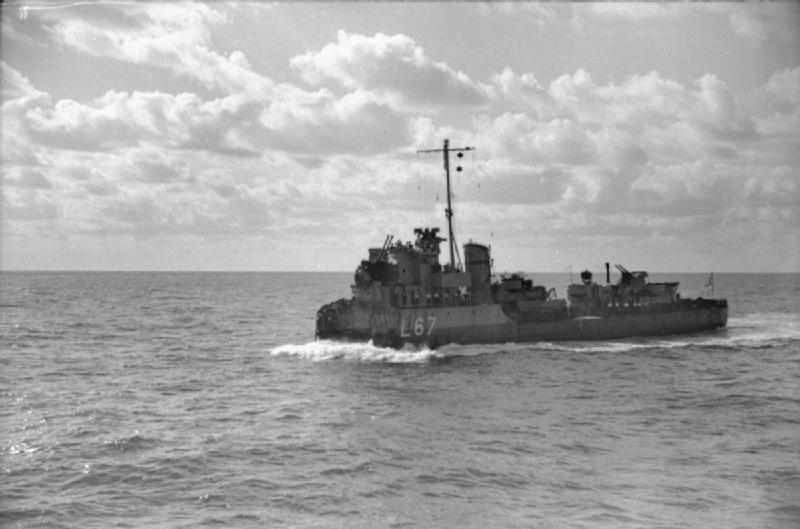
艦首を切断したアドリアス

## 同型艦
- アドミラル・ハスティング
- アイガイオン
- カナリス
- クレタ
- マオウリス
- ピンドス
- テミストクレス